# Парсонсит
Парсонси́т — мінерал, водний ураніл-фосфат свинцю.

## Загальний опис
Хімічна формула: Pb2(UO2)[PO4]2•2H2O. Містить (%): PbO — 49,03; UO3 — 31,42; P2O5 — 15,59; H2O — 3,96.
Сингонія моноклінна і триклінна. Утворює призматичні кристали, кірочки або порошкуваті, волокнисті й променисті агрегати.
Густина 6,2—6,3.
Твердість 3,0 — 3,5.
Колір світло-жовтий до безбарвного, зеленуватий.
Блиск алмазний, смоляний.
Радіоактивний.
Вторинний мінерал родов. урану Катанги (Демократична Республіка Конго). Знахідки: Баварія (ФРН), Лашо, Гурне, Піуї-де-Дом, Ґрюрі, Саон-е-Луар (Франція), копальня Рагл (штат Нью-Гемпшир, США).
Названий за прізвищем канадського мінералога А. Л. Парсонса (A.L.Parsons), A.Schoep, 1923.